# Pere I d'Arborea
Pere I d'Arborea o Pere I de Lacon fou fill de Barisó I d'Arborea, que es va coronar rei de Sardenya a la mort del seu pare amb el suport de la major part de la noblesa favorable als pisans. Es va enfrontar a la vídua Agalbursa de Cervera, el que va provocar la intervenció del rei de Catalunya Alfons I. Agalbursa va morir el 1186 però la lluita va continuar. Pel compromís d'Oristany del 1192 foren reconeguts els dos pretendents en condomini i des de llavors va governar conjuntament amb Hug I d'Arborea, de la casa de Cervera. El 1195 Guillem Salusi IV de Càller va envair el jutjat i el va fer presoner. Hug I d'Arborea va poder fugir.
Va morir abans del 1207 presoner a Pisa. Estava casat des del 1189 amb Bina de la que es va divorciar el 1191 (i que es va tornar a casar amb el comte Hug dels Alberti o Capraia el 1193). Va tenir un fill anomenat Barisó II d'Arborea. Va tenir també un fill natural, anomenat Gotifred que va morir el 1253.